# تروي ستارك
تروي ستارك (بالإنجليزية: Troy Stark)‏ هو لاعب كرة قدم أمريكية أمريكي، ولد في 2 يناير 1973 في كاناندياجو في الولايات المتحدة، وتوفي في 1 يونيو 2001 في بيتشتري سيتي في الولايات المتحدة.